# Noreaster

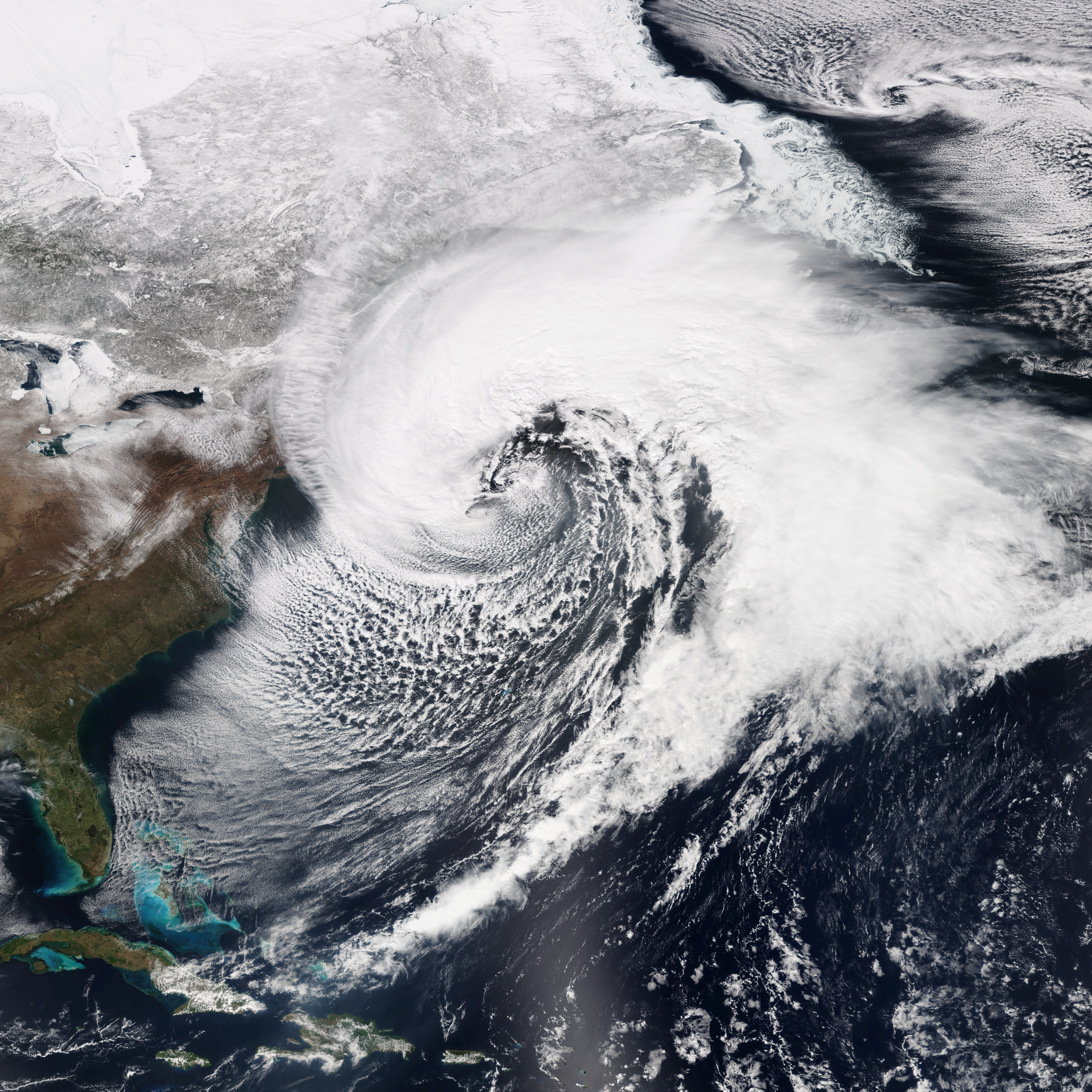
Notevole tempesta nel Marzo 2014

Il noreaster è un ciclone extratropicale che si sviluppa lungo la costa orientale degli USA in genere tra la fine dell'autunno e l'inizio della primavera e la cui intensità, generalmente marcata, è data dalle forti differenze di temperatura e umidità fra l'aria fredda che in quei mesi comincia a irrompere dal Canada e l'aria calda e umida che è presente sull'oceano Atlantico, che ancora ritiene il calore accumulato nei mesi estivi; il nome deriva dal fatto che i forti venti che si sviluppano sulla costa orientale degli USA si dispongono da Nord-Est. Il centro della depressione si colloca poco al largo e la tempesta nel suo movimento di traslazione tende a seguire la linea di costa verso Nord.

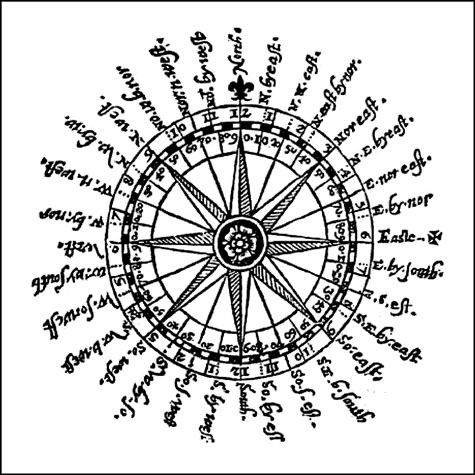
Bussola di un marinaio del 1607

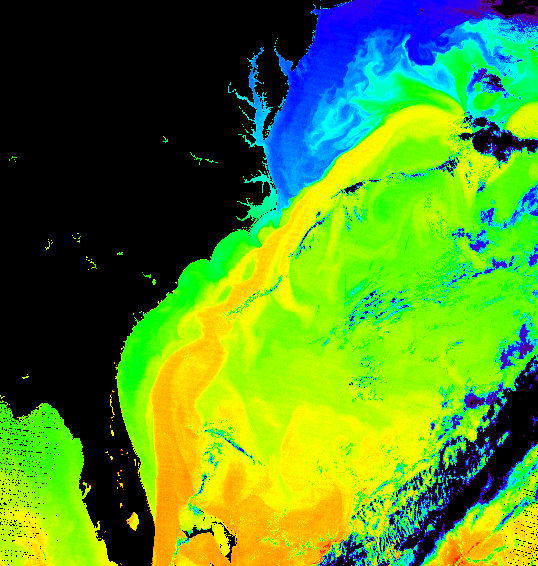
Temperatura superficiale marina al largo della costa orientale del Nord America

I Noreaster avvenuti e storicamente più conosciuti sono stati la "Tempesta perfetta" (o "burrasca di Halloween" o Noreaster di Halloween) dell'ottobre 1991 ed il "Blizzard del '93", del marzo 1993.

## Geografia e caratteristiche di formazione

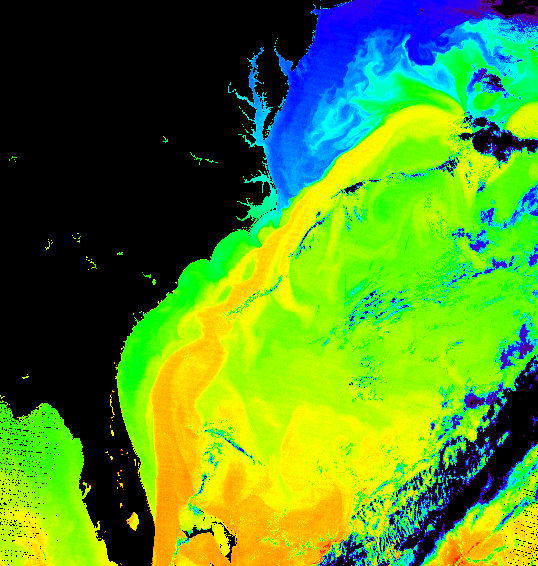
Temperature sulla superficie del mare al largo della costa orientale del Nordamerica. Il corridoio in giallo dà la posizione della Corrente del Golfo.

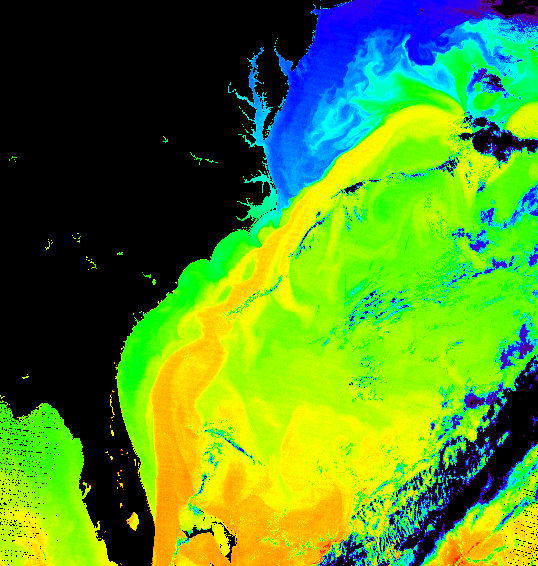
Temperature sulla superficie del mare al largo della costa orientale del Nordamerica. Il corridoio in giallo dà la posizione della Corrente del Golfo.

### Formazione
Noreaster si sviluppa in risposta al forte contrasto della oceanica corrente del Golfo, che risale dall'Atlantico tropicale, e le masse di aria fredda provenienti dal Canada.
La freddissima e secca aria corre verso sud e incontra la calda corrente del Golfo, che ha tipicamente una temperatura di circa 21 °C, anche in pieno inverno; questo spesso provoca lo sviluppo di aree di bassa pressione atmosferica e s'intensifica a causa delle calde temperature della corrente del Golfo.
Negli strati superiori dell'atmosfera, i forti venti della corrente a getto rimuovono e rimpiazzano l'aria risalente dall'Atlantico più rapidamente di quanto quest'ultima venga sostituita ai livelli inferiori; tutto ciò e la forza di Coriolis contribuiscono a sviluppare un forte temporale. Questo si dirige a nordest lungo la Costa Orientale, normalmente dal Nord Carolina a Long Island, quindi si sposta verso l'area est di Capo Cod. Venti di direzione antioraria attorno al sistema di bassa pressione spingono l'aria umida sulla terraferma. L'aria umida e relativamente calda incontra l'aria fredda diretta a sud e proveniente dal Canada. La depressione aumenta la differenza di pressione circostante, il che provoca le molto differenti masse di aria a collidere a una maggiore velocità. Quando la differenza di temperatura delle masse di aria è maggiore, si ha instabilità nel temporale, turbolenza e quindi gravità dei fenomeni.
I venti di nordest che seguono il tracciato della Costa Orientale indicano in generale la presenza di un'area di alta pressione in prossimità della Nuova Scozia. Talvolta un vento di nordest si sposta lentamente verso l'interno, portando pioggia nelle città della pianura costiera (New York City, Filadelfia, Baltimora, etc.) e neve sulla Nuova Inghilterra (a nord di Boston). Nell'occasione, i venti di nordest possono spingere aria fredda fino nel lontano sud come la Virginia o la Carolina del Nord, portando neve umida nell'entroterra in queste zone per breve tempo. Tale temporale s'intensifica rapidamente, dirigendosi verso nord e seguendo la topografia della Costa Orientale, talvolta continuando a crescere per tutta la sua durata. Un temporale di Nordest normalmente raggiunge il picco della sua intensità al largo della costa canadese.
Il temporale quindi raggiunge le zone artiche e può arrivare a intensità pari a quella di un debole uragano. Esso quindi serpeggia sopra il Nord Atlantico e può durare per più settimane.
I meteorologi usano la Classificazione di Miller per determinare la direzione e la forza di un temporale. La tecnica prende il nome da J.E. Miller, che ideò il sistema nel 1946. La Classificazione di Miller identifica i temporali in due categorie: Tipo A e Tipo B. I temporali di Tipo A si formano nel Golfo del Messico o lungo le coste dellaGeorgia o della Carolina del Sud e causano forti nevicate, principalmente dalle parti di Medio Atlantico, Nuova Inghilterra e Canada Atlantico. I temporali di Tipo B si formano da un sistema "parente" della bassa pressione sulla valle dell'Ohio, che quindi sottostà a un centro di nuova formazione sulla Corrente del Golfo. Questi temporali possono provocare una striscia di gelide precipitazioni dalle Grandi Pianure e dalla valle del fiume Ohio agli Stati Uniti sud-orientali e alla Nuova Inghilterra.

### Caratteristiche
I venti di nordest sono generalmente formati da un'area di vorticità associata a perturbazioni di livello superiore o da un nodo in una superficie frontale che provoca lo sviluppo di un'area di bassa pressione. Tali temporali sono molto spesso formati dalla mescolanza di parecchi temporali più deboli, i "temporali genitori", e una corrente polare a getto mescolata con una tropicale.
Le temperature generalmente calano in modo significativo a causa della presenza di aria più fredda da venti che provengono tipicamente da direzione nordest. Durante un singolo temporale, la precipitazione può andare da rovesci torrenziali a fine pioggerella. Tutti i tipi di precipitazione possono verificarsi con un vento di nordest. Forti raffiche di vento, che possono raggiungere la forza di un uragano, sono anche associate con un vento di nordest. In casi molto rari, come il temporale sul Nordest degli Stati Uniti nel 1978, quelli nel Nordamerica del 2006, dei primi di febbraio del 2013 e quello del 2018, il centro del temporale può assumere una forma circolare, più tipica di un uragano e avere un piccolo  "spazio asciutto" vicino al centro, che può essere erroneamente scambiato per un occhio, sebbene non lo sia.

#### Differenza dai cicloni tropicali
Spesso, si prendono i noreaster per cicloni tropicali e non si fanno differenze fra i due. Il noreaster differisce dal ciclone tropicale in quanto esso è un "sistema a centro freddo e bassa pressione", cioè si sviluppa con drastici cambiamenti di temperatura di aria canadese e calde acque dell'Atlantico. I cicloni tropicali sono "sistemi a centro caldo e bassa pressione", il che significa che essi si formano grazie semplicemente a temperature calde. Comunque, in rari casi come la "tempesta perfetta del 1991", un ciclone tropicale può svilupparsi all'interno dell'isolamento caldo di un intenso noreaster se la temperatura della superficie del mare è sufficientemente calda. I noreaster possono raramente diventare cicloni tropicali o subtropicali, come il ciclone tropicale Wanda.

## Geografia e caratteristiche di formazione

### Formazione
Il noreaster si sviluppa in risposta al forte contrasto della oceanica corrente del Golfo, che risale dall'Atlantico tropicale, e le masse di aria fredda provenienti dal Canada.
La freddissima e secca aria corre verso sud e incontra la calda corrente del Golfo, che ha tipicamente una temperatura di circa 21 °C, anche in pieno inverno; questo spesso provoca lo sviluppo di aree di bassa pressione atmosferica e s'intensifica a causa delle calde temperature della corrente del Golfo.
Negli strati superiori dell'atmosfera, i forti venti della corrente a getto rimuovono e rimpiazzano l'aria risalente dall'Atlantico più rapidamente di quanto quest'ultima venga sostituita ai livelli inferiori; tutto ciò e la forza di Coriolis contribuiscono a sviluppare un forte temporale. Questo si dirige a nordest lungo la Costa Orientale, normalmente dal Nord Carolina a Long Island, quindi si sposta verso l'area est di Capo Cod. Venti di direzione antioraria attorno al sistema di bassa pressione spingono l'aria umida sulla terraferma. L'aria umida e relativamente calda incontra l'aria fredda diretta a sud e proveniente dal Canada. La depressione aumenta la differenza di pressione circostante, il che provoca le molto differenti masse di aria a collidere a una maggiore velocità. Quando la differenza di temperatura delle masse di aria è maggiore, si ha instabilità nel temporale, turbolenza e quindi gravità dei fenomeni.
I venti di nordest che seguono il tracciato della Costa Orientale indicano in generale la presenza di un'area di alta pressione in prossimità della Nuova Scozia.Talvolta un vento di nordest si sposta lentamente verso l'interno, portando pioggia nelle città della pianura costiera (New York City, Filadelfia, Baltimora, etc.) e neve sulla Nuova Inghilterra (a nord di Boston). Nell'occasione, i venti di nordest possono spingere aria fredda fino nel lontano sud come la Virginia o la Carolina del Nord, portando neve umida nell'entroterra in queste zone per breve tempo. Tale temporale s'intensifica rapidamente, dirigendosi verso nord e seguendo la topografia della Costa Orientale, talvolta continuando a crescere per tutta la sua durata. Un temporale di Nordest normalmente raggiunge il picco della sua intensità al largo della costa canadese.
Il temporale quindi raggiunge le zone artiche e può arrivare a intensità pari a quella di un debole uragano. Esso quindi serpeggia sopra il Nord Atlantico e può durare per più settimane.
I meteorologi usano la Classificazione di Miller per determinare la direzione e la forza di un temporale. La tecnica prende il nome da J.E. Miller, che ideò il sistema nel 1946. La Classificazione di Miller identifica i temporali in due categorie: Tipo A e Tipo B. I temporali di Tipo A si formano nel Golfo del Messico o lungo le coste dellaGeorgia o della Carolina del Sud e causano forti nevicate, principalmente dalle parti di Medio Atlantico, Nuova Inghilterra e Canada Atlantico. I temporali di Tipo B si formano da un sistema "parente" della bassa pressione sulla valle dell'Ohio, che quindi sottostà a un centro di nuova formazione sulla Corrente del Golfo. Questi temporali possono provocare una striscia di gelide precipitazioni dalle Grandi Pianure e dalla valle del fiume Ohio agli Stati Uniti sud-orientali e alla Nuova Inghilterra.

### Caratteristiche
I venti di nordest sono generalmente formati da un'area di vorticità associata a perturbazioni di livello superiore o da un nodo in una superficie frontale che provoca lo sviluppo di un'area di bassa pressione. Tali temporali sono molto spesso formati dalla mescolanza di parecchi temporali più deboli, i "temporali genitori", e una corrente polare a getto mescolata con una tropicale. 
Le temperature generalmente calano in modo significativo a causa della presenza di aria più fredda da venti che provengono tipicamente da direzione nordest. Durante un singolo temporale, la precipitazione può andare da rovesci torrenziali a fine pioggerella. Tutti i tipi di precipitazione possono verificarsi con un vento di nordest. Forti raffiche di vento, che possono raggiungere la forza di un uragano, sono anche associate con un vento di nordest. In casi molto rari, come il temporale sul Nordest degli Stati Uniti nel 1978, quelli nel Nordamerica del 2006, dei primi di febbraio del 2013 e quello del 2018, il centro del temporale può assumere una forma circolare, più tipica di un uragano e avere un piccolo  "spazio asciutto" vicino al centro, che può essere erroneamente scambiato per un occhio, sebbene non lo sia.

#### Differenza dai cicloni tropicali
Spesso, si prendono i noreaster per cicloni tropicali e non si fanno differenze fra i due. Il noreaster differisce dal ciclone tropicale in quanto esso è un "sistema a centro freddo e bassa pressione", cioè si sviluppa con drastici cambiamenti di temperatura di aria canadese e calde acque dell'Atlantico. I cicloni tropicali sono "sistemi a centro caldo e bassa pressione", il che significa che essi si formano grazie semplicemente a temperature calde. Comunque, in rari casi come la "tempesta perfetta del 1991", un ciclone tropicale può svilupparsi all'interno dell'isolamento caldo di un intenso noreaster se la temperatura della superficie del mare è sufficientemente calda. I noreaster possono raramente diventare cicloni tropicali o subtropicali, come il ciclone tropicale Wanda.

#### Differenze da altri cicloni extratropicali
Un noreaster è un forte ciclone extratropicale, spesso da ciclogenesi esplosiva. Mentre questa formazione si verifica in molti luoghi intorno al mondo, i noreaster sono unici per la loro combinazione di venti di nordest e contenuto di umidità delle nubi. Condizioni quasi simili talvolta si verificano durante l'inverno nel nordest del Pacifico (Giappone settentrionale e verso nord) con venti da NNW. In Europa, simili fenomeni meteorologici con tale violenza sono possibili solo raramente, il contenuto in umidità delle nuvole non è normalmente abbastanza elevato da provocare inondazioni o pesanti nevicate, nonostante che i venti di nordest possano essere forti. 

### Geografia
Gli Stati Uniti d'America orientali, dalla Carolina del Nord al Maine, e il Canada orientale possono subire noreaster, sebbene questi interessino le zone dalla Nuova Inghilterra in su. Gli effetti di un noreaster talvolta portano alti frangenti e forti venti come nel sud e nelle coste della Carolina del Sud. I noreaster provocano un significativo ammontare di erosione delle spiagge in queste zone, così come inondazioni nelle associate aree più basse.
I biologi della Woods Hole Oceanographic Institution a Cape Cod hanno determinato che i noreaster sono un fattore ambientale per le maree rosse sulla costa atlantica.